# Sellia Marina
Sellia Marina és un municipi italià, situat a la regió de Calàbria i a la província de Catanzaro. L'any 2023 tenia 7615 habitants. El quart municipi més poblós de la província, està situat al capdavant del nord d'una àrea densament poblada que passa per Catanzaro i arriba fins a Soverato amb un total d'aproximadament 150.000 habitants.
Important destinació turística de platja, el 2018 aconsegueix per primera vegada la Bandera Blava, posteriorment rerefirmat el 2019, el 2020, el 2021 i el 2022.

## Demografia
|       | 1r gener 2018 | 1r gener 2023 |
| 5.764 | 7.763         | 7.615         |

## Administració
| Dates mandat | Nom de l'alcalde/ssa | Causa finalització |
| ------------ | -------------------- | ------------------ |